# Cilleruelo
Cilleruelo es una localidad española ubicada en el término municipal de Masegoso, perteneciente a la provincia de Albacete, en la comunidad autónoma de Castilla-La Mancha.

## Historia
A mediados del siglo XIX, el lugar, perteneciente ya por entonces a Masegoso, tenía contabilizadas unas 35 casas. La localidad aparece descrita en el sexto volumen del Diccionario geográfico-estadístico-histórico de España y sus posesiones de Ultramar de Pascual Madoz de la siguiente manera:

CILLERUELO: ald. que forma parte de la v. de Masegoso en la prov. de Albacete, part. jud. de Alcaráz. sit. en el camino real que desde este último punto dirige á Albacete y Murcia; tiene 35 casas y una pequeña igl. sufragánea de la de San Miguel de Alcáraz, y en su térm. hay una deh. de pastos poblada de encina y roble.
(Madoz, 1847, p. 404)

En 2022, tenía empadronados 8 habitantes.